# 11545 Хасімото
11545 Хасімото (11545 Hashimoto) — астероїд головного поясу, відкритий 26 жовтня 1992 року.
Тіссеранів параметр щодо Юпітера — 3,497.